# Urera oblongifolia
Urera oblongifolia är en nässelväxtart som beskrevs av George Bentham. Urera oblongifolia ingår i släktet Urera och familjen nässelväxter. Inga underarter finns listade i Catalogue of Life.